# Giro di Svizzera 2008
Il Giro di Svizzera 2008, settantaduesima edizione della corsa, valevole come nona prova del circuito UCI ProTour 2008, si svolse in nove tappe dal 14 al 22 giugno 2008 per un percorso di 1 411 km, con partenza da Langnau im Emmental e arrivo a Berna.
Il ceco Roman Kreuziger della Liquigas si aggiudicò la corsa concludendo in 35h 43' 46".

## Percorso
La corsa prese il via da Langnau im Emmental e finì nella capitale Berna. A differenza delle edizioni precedenti, non vi fu il prologo iniziale e neppure la cronometro all'ultima tappa, sostituite da una cronoscalata con arrivo al passo del Klausen, durante l'ottava tappa.

## Tappe
| Tappa  | Data      | Percorso                                        | km    | Vincitore di tappa | Leader cl. generale |
| ------ | --------- | ----------------------------------------------- | ----- | ------------------ | ------------------- |
| 1ª     | 14 giugno | Langnau im Emmental > Langnau im Emmental       | 146   | Óscar Freire       | Óscar Freire        |
| 2ª     | 15 giugno | Langnau im Emmental > Flums                     | 197   | Igor Antón         | Igor Antón          |
| 3ª     | 16 giugno | Flums > Gossau                                  | 155   | Robbie McEwen      | Igor Antón          |
| 4ª     | 17 giugno | Gossau > Domat/Ems                              | 171   | Robbie McEwen      | Igor Antón          |
| 5ª     | 18 giugno | Domat/Ems > Caslano                             | 190   | Markus Fothen      | Igor Antón          |
| 6ª     | 19 giugno | Quinto > Verbier                                | 188   | Kim Kirchen        | Kim Kirchen         |
| 7ª     | 20 giugno | Gruyères > Lyss                                 | 171   | Fabian Cancellara  | Kim Kirchen         |
| 8ª     | 21 giugno | Altdorf > Passo del Klausen (cron. individuale) | 25    | Roman Kreuziger    | Roman Kreuziger     |
| 9ª     | 22 giugno | Altdorf > Berna                                 | 168   | Fabian Cancellara  | Roman Kreuziger     |
| Totale | Totale    | Totale                                          | 1 411 |                    |                     |

## Squadre e corridori partecipanti
| N.    | Cod. | Squadra          |
| ----- | ---- | ---------------- |
| 1-8   | GCE  | Caisse d'Epargne |
| 11-18 | LIQ  | Liquigas         |
| 21-28 | C.A  | Crédit Agricole  |
| 31-38 | SIL  | Silence-Lotto    |
| 41-48 | COF  | Cofidis          |
| 51-58 | MRM  | Team Milram      |
| 61-68 | LAM  | Lampre           |
| 71-78 | ALM  | AG2R La Mondiale |
| 81-88 | QST  | Quick Step       |
| 91-98 | AST  | Astana Team      |

| N.      | Cod. | Squadra             |
| ------- | ---- | ------------------- |
| 101-108 | RAB  | Rabobank            |
| 111-118 | FDJ  | Française des Jeux  |
| 121-128 | CSC  | Team CSC            |
| 131-138 | GST  | Gerolsteiner        |
| 141-148 | SDV  | Saunier Duval-Scott |
| 151-158 | BTL  | Bouygues Télécom    |
| 161-168 | EUS  | Euskaltel-Euskadi   |
| 171-178 | THR  | Team High Road      |
| 181-188 | BMC  | BMC Racing Team     |
| 191-198 | VBG  | Vorarlberg-Corratec |

## Dettagli delle tappe

### 1ª tappa
- 14 giugno: Langnau im Emmental > Langnau im Emmental – 146 km

Risultati
| Pos. | Corridore      | Squadra       | Tempo    |
| ---- | -------------- | ------------- | -------- |
| 1    | Óscar Freire   | Rabobank      | 3h42'35" |
| 2    | Martin Elmiger | AG2R La Mond. | s.t.     |
| 3    | Kim Kirchen    | High Road     | s.t.     |

| Pos. | Corridore      | Squadra       | Tempo    |
| ---- | -------------- | ------------- | -------- |
| 1    | Óscar Freire   | Rabobank      | 3h42'35" |
| 2    | Martin Elmiger | AG2R La Mond. | a 4"     |
| 3    | David Loosli   | Lampre        | a 4"     |

Descrizione e riassunto
La prima tappa, il circuito di Langnau im Emmental (146 km), è stata vinta dallo spagnolo Óscar Freire, che ha preceduto in volata Martin Elmiger e Kim Kirchen. Il primo corridore a vestire la maglia gialla iridata è dunque Óscar Freire.

### 2ª tappa
- 15 giugno: Langnau im Emmental > Flums – 197 km

Risultati
| Pos. | Corridore      | Squadra   | Tempo    |
| ---- | -------------- | --------- | -------- |
| 1    | Igor Antón     | Euskaltel | 5h00'04" |
| 2    | Kim Kirchen    | High Road | a 6"     |
| 3    | Damiano Cunego | Lampre    | a 6"     |

| Pos. | Corridore      | Squadra   | Tempo    |
| ---- | -------------- | --------- | -------- |
| 1    | Igor Antón     | Euskaltel | 8h42'29" |
| 2    | Kim Kirchen    | High Road | a 6"     |
| 3    | Damiano Cunego | Lampre    | a 12"    |

Descrizione e riassunto
La seconda tappa, da Langnau im Emmental a Flums (197 km), era la prima con arrivo in salita ed è stata vinta da un altro spagnolo: il basco Igor Antón, che ha preceduto di 6 secondi il lussemburghese Kirchen e l'italiano Damiano Cunego. Il corridore basco della Euskaltel-Euskadi è ora il nuovo leader della classifica generale.

### 3ª tappa
- 16 giugno: Flums > Gossau – 155 km

Risultati
| Pos. | Corridore     | Squadra   | Tempo    |
| ---- | ------------- | --------- | -------- |
| 1    | Robbie McEwen | Silence   | 3h50'05" |
| 2    | Óscar Freire  | Rabobank  | s.t.     |
| 3    | Gerald Ciolek | High Road | s.t.     |

| Pos. | Corridore      | Squadra   | Tempo     |
| ---- | -------------- | --------- | --------- |
| 1    | Igor Antón     | Euskaltel | 12h32'34" |
| 2    | Kim Kirchen    | High Road | a 6"      |
| 3    | Damiano Cunego | Lampre    | a 12"     |

Descrizione e riassunto
La terza tappa, da Flums a Gossau (155 km), è nuovamente per velocisti e viene vinta in volata dall'australiano Robbie McEwen, che precede lo spagnolo Óscar Freire ed il tedesco Gerald Ciolek. Nella classifica generale Anton resta al comando con 6 secondi di vantaggio su Kirchen, 12 secondi su Cunego e 16 secondi su Fränk Schleck.

### 4ª tappa
- 17 giugno: Gossau > Domat/Ems – 171 km

Risultati
| Pos. | Corridore     | Squadra   | Tempo    |
| ---- | ------------- | --------- | -------- |
| 1    | Robbie McEwen | Silence   | 4h04'10" |
| 2    | Óscar Freire  | Rabobank  | s.t.     |
| 3    | Gerald Ciolek | High Road | s.t.     |

| Pos. | Corridore      | Squadra   | Tempo     |
| ---- | -------------- | --------- | --------- |
| 1    | Igor Antón     | Euskaltel | 16h36'44" |
| 2    | Kim Kirchen    | High Road | a 6"      |
| 3    | Damiano Cunego | Lampre    | a 12"     |

Descrizione e riassunto
La quarta tappa, da Gossau a Domat/Ems (171 km), era simile alla precedente, ed infatti l'ordine di arrivo è stato identico: primo Robbie McEwen, secondo Óscar Freire e terzo Gerald Ciolek. Invariata la classifica generale.

### 5ª tappa
- 18 giugno: Domat/Ems > Caslano – 190 km

Risultati
| Pos. | Corridore     | Squadra      | Tempo    |
| ---- | ------------- | ------------ | -------- |
| 1    | Markus Fothen | Gerolsteiner | 4h47'31" |
| 2    | Sergej Ivanov | Astana Team  | a 50"    |
| 3    | Markus Zberg  | Gerolsteiner | a 57"    |

| Pos. | Corridore    | Squadra      | Tempo     |
| ---- | ------------ | ------------ | --------- |
| 1    | Igor Antón   | Euskaltel    | 21h25'12" |
| 2    | Kim Kirchen  | High Road    | a 6"      |
| 3    | Oliver Zaugg | Gerolsteiner | a 18"     |

Descrizione e riassunto
La quinta tappa, da Domat/Ems a Caslano (190 km), è stata una tappa molto movimentata con numerose salite. Sulle ultime asperità attaccano gli uomini di classifica, il primo a provare è il belga Stijn Devolder, che però viene ripreso dal gruppo. Attacca poi Fränk Schleck, che in seguito viene raggiunto da Markus Fothen. I due scollinano soli in testa alla corsa, ma nella discesa verso l'arrivo di Caslano, Frank Schleck è vittima di una paurosa e spettacolare caduta, da cui fortunatamente esce illeso.
Il tedesco Fothen si ritrova così solo al comando e va a vincere la tappa. Alle sue spalle arriva attardato di 45 secondi il gruppo con la maglia gialla Anton e gli altri favoriti per la vittoria del Giro di Svizzera. In questo gruppetto, allo sprint conquistano il secondo posto il russo Sergej Ivanov, e il terzo lo svizzero Markus Zberg. Tra i corridori nelle prime posizioni della classifica l'unico ad arrivare attardardato è Damiano Cunego. La classifica generale vede, comunque, ancora in giallo lo spagnolo Anton, che conserva 6 secondi di vantaggio sul lussemburghese Kirchen; terzo, staccato di 18 secondi, lo svizzero Oliver Zaugg.

### 6ª tappa
- 19 giugno: Quinto > Verbier – 188 km

Risultati
| Pos. | Corridore       | Squadra     | Tempo    |
| ---- | --------------- | ----------- | -------- |
| 1    | Kim Kirchen     | High Road   | 5h29'23" |
| 2    | Andreas Klöden  | Astana Team | s.t.     |
| 3    | Roman Kreuziger | Liquigas    | a 6"     |

| Pos. | Corridore       | Squadra   | Tempo     |
| ---- | --------------- | --------- | --------- |
| 1    | Kim Kirchen     | High Road | 26h54'31" |
| 2    | Roman Kreuziger | Liquigas  | a 27"     |
| 3    | Igor Antón      | Euskaltel | a 33"     |

Descrizione e riassunto
La sesta tappa, da Ambrì a Verbier (188 km), è per scalatori e presenta un duro arrivo in salita. Subito dopo la partenza, la tappa presenta un'asperità da superare: il Passo della Novena (2478 m s.l.m.). Su questa salita scatta un gruppo di fuggitivi composto da undici corridori. Il gruppo dei fuggitivi collabora bene e riesce a conquistare 10 minuti di vantaggio sul gruppo maglia gialla a 90 chilometri dall'arrivo. Sulla salita finale, quella che porta a Verbier, gli inseguitori aumentano il ritmo e così il gruppo di testa si sfilaccia e al comando, a sei chilometri all'arrivo, restano Mathias Frank e Philip Deignan con 1'20" di vantaggio sul gruppo che però procede con un gran ritmo. Nel gruppo maglia gialla il primo ad attaccare è Fränk Schleck, successivamente parte anche Stijn Devolder. Prova ad attaccare anche Andy Schleck, ma viene quasi subito ripreso.
All'inseguimento di Devolder si mettono Sergej Ivanov, Kim Kirchen, Andreas Klöden, Andy Schleck e Roman Kreuziger. Perdono terreno, invece, la maglia gialla Anton, Cunego, Fothen, Zaugg, e Thomas Dekker. Anche Fränk Schleck, dopo esser stato ripreso dal gruppetto con Kirchen, Kloden, Ivanov e Andy Schleck, va in difficoltà e perde le ruote dei cinque corridori. All'ultimo chilometro della salita, il gruppetto riesce a riprendere e a staccare Devolder. A giocarsi la vittoria restano in quattro, perché anche Andy Schleck perde contatto. Allo sprint la spunta il lussemburghese Kirchen, che precede il tedesco Kloden, il ceco Kreuziger ed il russo Ivanov. Devolder e Andy Schleck arrivano sul traguardo con un ritardo di 20 secondi. Alle loro spalle giungono Thomas Löfkvist, con 27 secondi di ritardo, Igor Anton, a 29 secondi, Cunego e Fothen a 31. Anton perde la maglia gialla, che va sulle spalle vincitore della tappa Kim Kirchen. La nuova classifica generale vede Kirchen al comando con 27 secondi di vantaggio su Kreuziger, 33 su Anton, 46 su Devolder e 56 su Lövkvist.

### 7ª tappa
- 20 giugno: Gruyères > Lyss – 171 km

Risultati
| Pos. | Corridore         | Squadra     | Tempo    |
| ---- | ----------------- | ----------- | -------- |
| 1    | Fabian Cancellara | Team CSC    | 3h47'09" |
| 2    | Erik Zabel        | Team Milram | a 2"     |
| 3    | Robbie McEwen     | Silence     | s.t.     |

| Pos. | Corridore       | Squadra   | Tempo     |
| ---- | --------------- | --------- | --------- |
| 1    | Kim Kirchen     | High Road | 30h41'42" |
| 2    | Roman Kreuziger | Liquigas  | a 27"     |
| 3    | Igor Antón      | Euskaltel | a 33"     |

Descrizione e riassunto
La settima tappa da Gruyères a Lyss (171 km) è stata vinta dallo svizzero Fabian Cancellara, andato in fuga nel finale. Cancellara ha preceduto sul traguardo il tedesco Erik Zabel e l'australiano Robbie McEwen. Kim Kirchen mantiene la leadership della corsa.

### 8ª tappa
- 21 giugno: Altdorf > Passo del Klausen – Cronometro individuale – 25 km

Risultati
| Pos. | Corridore       | Squadra      | Tempo    |
| ---- | --------------- | ------------ | -------- |
| 1    | Roman Kreuziger | Liquigas     | 1h00'22" |
| 2    | José Rujano     | C. d'Epargne | a 16"    |
| 3    | Andreas Klöden  | Astana Team  | a 17"    |

| Pos. | Corridore       | Squadra     | Tempo     |
| ---- | --------------- | ----------- | --------- |
| 1    | Roman Kreuziger | Liquigas    | 31h42'31" |
| 2    | Andreas Klöden  | Astana Team | a 49"     |
| 3    | Igor Antón      | Euskaltel   | a 1'33"   |

Descrizione e riassunto
L'ottava tappa era una cronoscalata di 25 km da Altdorf al Passo del Klausen. La tappa è stata vinta dal ceco Roman Kreuziger. Il corridore della Liquigas ha preceduto di 16 secondi il venezuelano Josè Rujano Guillen, il tedesco Andreas Kloeden di 17 secondi e l'italiano Damiano Cunego di 54 secondi. Kreuziger è ora primo nella generale davanti a Kloden, Anton e Cunego.

### 9ª tappa
- 22 giugno: Altdorf > Berna – 168 km

Risultati
| Pos. | Corridore         | Squadra      | Tempo |
| ---- | ----------------- | ------------ | ----- |
| 1    | Fabian Cancellara | Team CSC     | 4'01" |
| 2    | Philippe Gilbert  | F. des Jeux  | s.t.  |
| 3    | Daniel Moreno     | C. d'Epargne | a 4"  |

| Pos. | Corridore       | Squadra     | Tempo     |
| ---- | --------------- | ----------- | --------- |
| 1    | Roman Kreuziger | Liquigas    | 35h43'46" |
| 2    | Andreas Klöden  | Astana Team | a 49"     |
| 3    | Igor Antón      | Euskaltel   | a 1'33"   |

Descrizione e riassunto
La nona ed ultima tappa, da Altdorf a Berna (168 km), è stata vinta dallo svizzero Fabian Cancellara con una grande rimonta sul belga Philippe Gilbert. Terzo, a 4 secondi, lo spagnolo Daniel Moreno, che ha preceduto in volata il resto del gruppo. Invariata la classifica generale.

## Evoluzione delle classifiche
| Tappa              | Vincitore          | Classifica generale Maglia oro | Classifica a punti Maglia a pois | Classifica scalatori Maglia GPM | Classifica sprint Maglia sprint | Classifica a squadre |
| ------------------ | ------------------ | ------------------------------ | -------------------------------- | ------------------------------- | ------------------------------- | -------------------- |
| 1ª                 | Óscar Freire       | Óscar Freire                   | Óscar Freire                     | non assegnato                   | non assegnato                   | Caisse d'Epargne     |
| 2ª                 | Igor Antón         | Igor Antón                     | Kim Kirchen                      | David Loosli                    | David Loosli                    | Team CSC             |
| 3ª                 | Robbie McEwen      | Igor Antón                     | Óscar Freire                     | David Loosli                    | René Weissinger                 | Team CSC             |
| 4ª                 | Robbie McEwen      | Igor Antón                     | Óscar Freire                     | David Loosli                    | René Weissinger                 | Team CSC             |
| 5ª                 | Markus Fothen      | Igor Antón                     | Óscar Freire                     | David Loosli                    | René Weissinger                 | Gerolsteiner         |
| 6ª                 | Kim Kirchen        | Kim Kirchen                    | Óscar Freire                     | David Loosli                    | René Weissinger                 | Astana Team          |
| 7ª                 | Fabian Cancellara  | Kim Kirchen                    | Óscar Freire                     | Maksim Iglinskij                | René Weissinger                 | Astana Team          |
| 8ª                 | Roman Kreuziger    | Roman Kreuziger                | Óscar Freire                     | Maksim Iglinskij                | René Weissinger                 | Astana Team          |
| 9ª                 | Fabian Cancellara  | Roman Kreuziger                | Fabian Cancellara                | Maksim Iglinskij                | René Weissinger                 | Astana Team          |
| Classifiche finali | Classifiche finali | Roman Kreuziger                | Fabian Cancellara                | Maksim Iglinskij                | René Weissinger                 | Astana Team          |

## Classifiche finali

### Classifica generale
| Pos. | Corridore       | Squadra      | Tempo     |
| ---- | --------------- | ------------ | --------- |
| 1    | Roman Kreuziger | Liquigas     | 35h43'46" |
| 2    | Andreas Klöden  | Astana Team  | a 49"     |
| 3    | Igor Antón      | Euskaltel    | a 1'33"   |
| 4    | Damiano Cunego  | Lampre       | a 2'11"   |
| 5    | Thomas Löfkvist | High Road    | a 2'37"   |
| 6    | Andy Schleck    | Team CSC     | a 2'57"   |
| 7    | Kim Kirchen     | High Road    | a 2'58"   |
| 8    | Markus Fothen   | Gerolsteiner | a 4'08"   |
| 9    | Christian Knees | Team Milram  | a 4'18"   |
| 10   | Laurens ten Dam | Rabobank     | a 4'26"   |

### Classifica a punti - Maglia a pois
| Pos. | Corridore         | Squadra      | Punti |
| ---- | ----------------- | ------------ | ----- |
| 1    | Fabian Cancellara | Team CSC     | 50    |
| 2    | Markus Zberg      | Gerolsteiner | 49    |
| 3    | Kim Kirchen       | High Road    | 43    |
| 4    | Roman Kreuziger   | Liquigas     | 34    |
| 5    | Erik Zabel        | Team Milram  | 34    |

### Classifica scalatori
| Pos. | Corridore        | Squadra     | Punti |
| ---- | ---------------- | ----------- | ----- |
| 1    | Maksim Iglinskij | Astana Team | 45    |
| 2    | David Loosli     | Lampre      | 44    |
| 3    | Stijn Devolder   | Quick Step  | 25    |
| 4    | Roman Kreuziger  | Liquigas    | 24    |
| 5    | Steve Zampieri   | Cofidis     | 20    |

### Classifica sprint - Maglia sprint
| Pos. | Corridore             | Squadra       | Punti |
| ---- | --------------------- | ------------- | ----- |
| 1    | René Weissinger       | Vorarlberg    | 24    |
| 2    | Hervé Duclos-Lassalle | Cofidis       | 15    |
| 3    | David Loosli          | Lampre        | 14    |
| 4    | Martin Elmiger        | AG2R La Mond. | 13    |
| 5    | Johan Van Summeren    | Silence       | 12    |

### Classifica squadre
| Pos. | Squadra          | Tempo      |
| ---- | ---------------- | ---------- |
| 1    | Astana Team      | 107h24'13" |
| 2    | Team CSC         | a 48"      |
| 3    | Gerolsteiner     | a 9'21"    |
| 4    | Caisse d'Epargne | a 12'03"   |
| 5    | Crédit Agricole  | a 15'23"   |

## Punteggi UCI
| Pos. | Corridore         | Squadra       | Punti |
| ---- | ----------------- | ------------- | ----- |
| 1    | Roman Kreuziger   | Liquigas      | 54    |
| 2    | Andreas Klöden    | Astana Team   | 43    |
| 3    | Igor Antón        | Euskaltel     | 38    |
| 4    | Damiano Cunego    | Lampre        | 31    |
| 4    | Thomas Löfkvist   | High Road     | 25    |
| 6    | Kim Kirchen       | High Road     | 21    |
| 7    | Andy Schleck      | Team CSC      | 20    |
| 8    | Markus Fothen     | Gerolsteiner  | 13    |
| 9    | Robbie McEwen     | Silence       | 7     |
| 10   | Fabian Cancellara | Team CSC      | 6     |
| 10   | Óscar Freire      | Rabobank      | 6     |
| 12   | Christian Knees   | Team Milram   | 5     |
| 13   | Gerald Ciolek     | High Road     | 2     |
| 13   | Martin Elmiger    | AG2R La Mond. | 2     |
| 13   | Philippe Gilbert  | F. des Jeux   | 2     |
| 13   | Sergej Ivanov     | Astana Team   | 2     |
| 13   | José Rujano       | C. d'Epargne  | 2     |
| 13   | Laurens ten Dam   | Rabobank      | 2     |
| 13   | Erik Zabel        | Team Milram   | 2     |
| 20   | Daniel Moreno     | C. d'Epargne  | 1     |
| 20   | Markus Zberg      | Gerolsteiner  | 1     |

| Pos. | Squadra            | Punti |
| ---- | ------------------ | ----- |
| 1    | Liquigas           | 54    |
| 2    | Team High Road     | 46    |
| 3    | Astana Team        | 45    |
| 4    | Euskaltel-Euskadi  | 38    |
| 5    | Lampre             | 31    |
| 6    | Team CSC           | 26    |
| 7    | Gerolsteiner       | 14    |
| 8    | Rabobank           | 8     |
| 9    | Silence-Lotto      | 7     |
| 9    | Team Milram        | 7     |
| 11   | Caisse d'Epargne   | 3     |
| 12   | AG2R La Mondiale   | 2     |
| 12   | Française des Jeux | 2     |

| Pos. | Nazione     | Punti |
| ---- | ----------- | ----- |
| 1    | Germania    | 65    |
| 2    | Rep. Ceca   | 54    |
| 3    | Spagna      | 45    |
| 4    | Lussemburgo | 41    |
| 5    | Italia      | 31    |
| 6    | Svezia      | 25    |
| 7    | Australia   | 7     |
| 7    | Svizzera    | 7     |
| 9    | Paesi Bassi | 4     |
| 10   | Belgio      | 2     |
| 10   | Russia      | 2     |
| 10   | Venezuela   | 2     |